# Siegfried Wollseiffen
Siegfried Wollseiffen (* 23. Dezember 1944 in Bad Kissingen; † um 1981) war ein deutscher Politikwissenschaftler und Schriftsteller.

## Leben und Wirken
Nach seiner 1965 erfolgten Reifeprüfung am Humboldt-Gymnasium Kiel und der Ableistung des Wehrdienstes bei der Bundeswehr studierte Siegfried Wollseiffen vom Sommersemester 1967 bis zum Wintersemester 1975/76 Volkswirtschaftslehre, Politikwissenschaft, Philosophie und Soziologie an der Christian-Albrechts-Universität zu Kiel. Im Jahre 1976 promovierte er bei Wilfried Röhrich mit einer Dissertation über Grundlagen im Werk von Karl Marx. Zunächst war Wollseiffen wissenschaftlicher Mitarbeiter von Wilfried Röhrich. In den Jahren bis zu seinem frühen Tod betätigte er sich als Schriftsteller. Er schrieb u. a. über sein Universitätsleben.

## Schriften
- (Mitarb.): Wilfried Röhrich / Sozialvertrag und bürgerliche Emanzipation von Hobbes bis Hegel (= Erträge der Forschung, Bd. 13). Wissenschaftliche Buchgesellschaft, Darmstadt 1972, ISBN 3-534-05370-2.
- Herrschaft und Entfremdung. Eine Untersuchung der Grundlagen am Werk von Karl Marx. Dissertation Universität Kiel 1976.
- Unpersönliche Abläufe. Skepsis-Verlag, Berlin 1976.
- Angaben zur Person. Eine Erzählung. Verlag Roter Stern, Frankfurt am Main 1978, ISBN 3-87877-114-2.[2]
- Starrer Ablauf. 2. Aufl. März bei Zweitausendeins. Frankfurt am Main 1979.
- König Laurin. Eine Erzählung. Suhrkamp, Frankfurt am Main 1981, ISBN 3-518-37195-9.